# 페체이-퀸 이론
입자물리학에서 페체이-퀸 이론(Peccei–Quinn theory) 이론은 강력 CP 문제를 설명하는 이론이다. 이 이론은 새로운 입자인 액시온을 예측하는데, 이는 아직 실험적으로 발견되지 않았다. 페체이 퀸 이론에서는 CP 위반 상수 θ를 동적 장으로 확장시키는데, 이에 따라 생기는 위치 에너지에 의해 진공 기댓값이 생겨 θ가 사라지게 한다. 액시온은 θ장에 해당하는 보손이다. 로베르토 페체이(Roberto D. Peccei)와 헬렌 퀸(Helen R. Quinn)이 1977년에 발표하였다.

## 같이 보기
- 액시온